# The Miracle (of Joey Ramone)
The Miracle (of Joey Ramone) è un singolo del gruppo musicale irlandese U2, il primo estratto dal tredicesimo album in studio Songs of Innocence e pubblicato il 10 settembre 2014.
Prodotto da Danger Mouse, Paul Epworth e Ryan Tedder, il titolo del brano è un omaggio esplicito al musicista punk statunitense Joey Ramone, defunto cantante dei Ramones.

## Descrizione
Caratterizzato da un riff di chitarra in apertura che rimanda allo stile di gruppi quali The Who e The Kinks, The Miracle (of Joey Ramone) è un brano rock caratterizzato da un ritornello orecchiabile; una lode a Joey Ramone e ai Ramones, i quali influenzarono gli U2 nei primi anni della loro carriera. Anche se nel testo il cantante non viene mai esplicitamente menzionato, viene rievocata la prima volta nella quale gli U2 andarono a vedere i Ramones a Dublino quasi quarant'anni fa, e l'impatto che ciò ebbe sulla loro formazione musicale.

## Pubblicazione
Nei giorni precedenti al lancio di un nuovo prodotto Apple in programma per il 9 settembre 2014 a Cupertino, in California, è iniziata a circolare la voce che gli U2 sarebbero stati coinvolti nell'evento, cosa prontamente smentita dai portavoce del gruppo. Tuttavia, verso la fine dell'evento, gli U2 sono apparsi a sorpresa, eseguendo il brano alla presenza dell'amministratore delegato della Apple Tim Cook, il quale ha annunciato la distribuzione gratuita di Songs of Innocence in formato digitale attraverso l'iTunes Store.
The Miracle (of Joey Ramone) è stato infine distribuito alle radio italiane il 10 settembre 2014 e in quelle statunitensi cinque giorni più tardi, debuttando rispettivamente al numero 19 e 38 delle classifiche Billboard Adult Alternative Songs e Rock Airplay.

## Video musicale
Il videoclip è stato pubblicato il 14 ottobre 2014, in un primo momento attraverso l'iTunes Store e successivamente sul sito ufficiale del gruppo.

## Formazione
U2
- Bono – voce, chitarra aggiuntiva, tastiera
- The Edge – chitarra, tastiera, cori
- Adam Clayton – basso
- Larry Mullen Jr – batteria, percussioni

Altri musicisti
- Ryan Tedder – chitarra acustica, programmazione, tastiera, produzione
- Declan Gaffney – chitarra acustica, ingegneria aggiuntiva, missaggio
- Brian Burton – tastiera
- Paul Epworth – tastiera, percussioni aggiuntive, programmazione, produzione

Produzione
- Danger Mouse – produzione
- Matt Wiggins – ingegneria, missaggio
- Kennie Takahashi – ingegneria aggiuntiva
- Adam Durbridge – assistenza ingegneria e missaggio
- Todd Malfalcone e "Glassy" Joe Visciano – assistenza ingegneria

Coro
- Greg Clark
- Carlos Ricketts
- Tabitha Fair
- Kim Hill
- Quiona McCollum
- Nicki Richards
- Everett Bradley
- Bobby Harden
- Ada Dyer

## Classifiche
| Classifica (2014)               | Posizione massima |
| ------------------------------- | ----------------- |
| Belgio (Fiandre)                | 63                |
| Belgio (Vallonia)               | 56                |
| Giappone                        | 49                |
| Italia                          | 47                |
| Stati Uniti (adult alternative) | 1                 |
| Stati Uniti (alternative)       | 22                |
| Stati Uniti (rock)              | 42                |
| Stati Uniti (rock airplay)      | 12                |